# Yunganastes
Yunganastes is een geslacht van kikkers uit de familie Strabomantidae. De groep werd pas in 2007 beschreven door José Manuel Padial, Santiago Castroviejo-Fisher, Jörn Köhler, Enrique Domic en Ignacio J. De la Riva, en is nog niet overal geaccepteerd.
Er zijn vijf soorten, alle soorten komen voor in Zuid-Amerika. Alle soorten komen uitsluitend voor in Bolivia, behalve de soort Yunganastes mercedesae die daarnaast ook gevonden is in Peru.

## Soorten
- Soort Yunganastes ashkapara (Köhler, 2000)
- Soort Yunganastes bisignatus (Werner, 1899)
- Soort Yunganastes fraudator (Lynch and McDiarmid, 1987)
- Soort Yunganastes mercedesae (Lynch and McDiarmid, 1987)
- Soort Yunganastes pluvicanorus (De la Riva and Lynch, 1997)